# Apometzgeria longifrondis
Apometzgeria longifrondis là một loài Rêu trong họ Metzgeriaceae. Loài này được (C. Gao) G.C. Zhang mô tả khoa học đầu tiên năm 1985.